# Okraj Hallein
Okraj Hallein je administrativni okraj (nemško Bezirk) v avstrijski zvezni deželi Salzburg in je površinsko popolnoma identičen pokrajini Tennengau. Na severu meji na Flachgau (administrativni okraj Salzburg okolica), na jugu pa na Pongau (administrativni okraj Sankt Johann im Pongau).